# 허셔리 할라
허셔리 할라(만주어: ᡥᡝᠰᡝᡵᡳ
ᡥᠠᠯᠠ Hešeri hala, 한국 한자: 赫舍里氏 혁사리씨)는 만주팔대성 중 하나로 당송여진 30성 중 하나로 거슬러 올라가는데, 금대에는 흘석렬씨(紇石烈氏, 여진어: /xə-ʃĩri-ə/)라고 하였다. 하라(哈拉, Hala)의 명칭은 지명, 천명, 씨족의 토템 등에서 다양하게 가져와서 사용했는데, 『팔기만주씨족통보(八旗滿洲氏族通譜, 만주어: ᠵᠠᡴᡡᠨ
ᡤᡡᠰᠠᡳ
ᠮᠠᠨᠵᡠᠰᠠᡳ
ᠮᡠᡴᡡᠨ
ᡥᠠᠯᠠ
ᠪᡝ
ᡠᡥᡝᡵᡳ
ᡝᠵᡝᡥᡝ
ᠪᡳᡨᡥᡝJakūn Gūsai Manjusai Mukūn Hala be Uheri Ejehe Bithe)』에 따르면, 허셔리 할라는 하(河)의 이름에서 유래했다. 흘석렬씨는 금대 귀족으로, 천자는 반드시 이들을 황후로 삼았고, 공주도 이들에게 시집을 갔다. 영시위내대신 소닌(Sonin, 索尼)과 효성인황후가 허셔리 할라 출신이다.
신해혁명으로 청 제국이 와해되었지만, 진정한 공화정치가 실현되지 못하고 군벌의 통치가 뒤를 이었으며 민족 차별 정책이 수반되었다. 전국 각지의 주방팔기(駐防八旗)들은 예를 들어 서안·남경·항주·형주 등지에서 무고한 만주족 관병을 살해하는 사건이 도처에서 일어났다. 이에 따라 만주족 사람들은 어쩔 수 없이 한족(漢族)의 성씨로 바꾸는 것이 적지 않았다. 만주족이 많은 북경지역에서는 소수의 달관 · 현귀이기 때문에 족속과 성씨를 바꿀 방법이 없는 사람 이외에 일반적으로 만주인들은 족속과 성씨를 바꾸는 숫자가 적지 않았으며, 그렇지 않으면 호구할 방도조차 찾을 수도 없을 뿐만 아니라, 이미 가지고 있던 직장이나 일자리도 잃어버릴 수 밖에 없었다. 따라서 중화민국이 건립되자 대부분의 허셔리씨는 한성(漢姓) 하(何)씨로 가장했고, 나머지는 고(高), 강(康), 혁(赫), 장(張), 노(蘆), 하(賀), 색(索), 영(英), 학(郝), 흑(黑), 동(佟), 보(普), 리(李), 만(滿)을 사용했다.

## 같이 보기
- 만주족의 성씨